# Каменуватий Яр
Каменуватий Яр — річка в Україні, у Бахмутському районі Донецької області. Права притока Бахмутки (басейн Дону).

## Опис
Довжина річки приблизно 3,21 км, найкоротша відстань між витоком і гирлом — 3,02  км, коефіцієнт звивистості річки — 1,07 . Річка формується 1 безіменним струмком та 5 загатами.

## Розташування
Бере початок на східній частині міста Бахмут. Спочатку тече на південний захід, потім на північний захід і впадає у річку Бахмутку, праву притоку Сіверського Дінця.

## Цікавий факт
- На лівому березі річки пролягає автошлях Н32.
- У кінці XIX століття при впадінні річки в річку Бахмутку працювало 10 вітряних млинів.